# Diplasia karatifolia
Diplasia karatifolia é uma espécie de erva perene e robusta pertencente à família Cyperaceae. Suas folhas são compridas e lineares.
Não é endêmica do Brasil, com ocorrências confirmadas no Norte (Acre, Amazonas, Amapá, Pará, Rondônia, Roraima), Nordeste (Maranhão) e Centro-Oeste (Mato Grosso) e domínios Fitogeográficos na Amazônia.

## Sinônimos Relevantes
Fimbristylis bromeliifolia (Rudge) A.Spreng.
Hypolytrum iridifolium Link
Scirpus bromeliifolius Rudge
Diplasia karataefolia Rich.